# معامل السحب

معاملات سحب مائع لأجسام مختلفة عند عدد رينولد مقارب لـ 10^{4}

معامل السحب في ديناميكا الموائع (بالإنجليزية : Drag coefficient ) هي كمية ليست لها وحدة تستخدم في حساب مقاومة مائع لحركة جسم فيه، مثل مقاومة الهواء عند تحرك سيارة . يرمز لمعامل السحب بالرموز : cd, cx or cw . كذلك ينشأ لحركة غواصة في الماء مقاومة ناتجة عن احتكاك الماء بسطح الغواصة. ويميز الغواصة معامل سحب يعتمد على شكلها وتكوين سطحها .
يستخدم معامل السحب في حساب معادلة السحب حيث يعني معامل سحب صغير مقاومة للهواء أقل أو مقاومة للماء أو المائع أقل . وينطبق معامل السحب على مساحة معينة لجسم . 
تعطي القائمة المجاورة معامل السحب لأشكال أجسام مختلفة .
يتضمن معامل السحب لجسم ما تأثيرين : احتكاك سطحي واحتكاك هيكلي. معامل السحب لجناح الطائرة أو لمروحة سفينة في الماء ينتج رفعا ناشئا عن السحب وحركة الجسم في المائع.
وبالنسبة لمعامل سحب لطائرة مثلا يأخذ في الحسبان شكل الطائرة، وكذلك ما يسمى سحب التداخل.

## أمثلة على قوة السحب
قوة الهواء المضاد للسيارة، أيضاً مقاومة الهواء للرصاصة اثناء سيرها، وكذلك الصاروخ.

## حساب قوة السحب
ق.س = 1/2 * مس * كث * س^2
قوة السحب = 1/2 * معامل السحب * كثافة المائع * السرعة^2
```
وهذة القوة تزيد كلما زادت السرعة بمعدل X4, مثلا إذا كانت قوة سحب الهواء المضادة للسيارة هي 6 نيوتن عند سرعة 2 م/س، فإن القوة ستكون 24 نيوتن عند 4 م/س.
```

## اقرأ أيضا
- معادلة السحب
- عدد رينولدز
- فيزياء الكرة النطاطة